# Neoepitola
Neoepitola là một chi bướm ngày thuộc họ Lycaenidae.